# Palaeorhiza cyanea
Palaeorhiza cyanea är en biart som beskrevs av Hirashima 1981. Palaeorhiza cyanea ingår i släktet Palaeorhiza och familjen korttungebin. Inga underarter finns listade i Catalogue of Life.